# 로버트 맥퀴니
로버트 맥퀴니(Robert McQueeney, 1919년 3월 5일 ~ 2002년 4월 24일)는 미국의 배우, 텔레비전 배우이다.
브리지포트에서 태어났다.

## 영화
- 브레인스톰 (1965년)
- 보난자 (1959년)
- 선셋 77번가 (1958년)
- 페리 메이슨 (1957년)
- 콜트45 (1957년)
- 샤이안 (1955년)